# ФК Фероникели
„Фероникели“ (на албански: Klubi Futbollistik Ferronikeli) е косовски футболен клуб от град Глоговац, частично признатата Република Косово. Играе в Супер лигата на Косово, най-силната дивизия на Косово. Шампион за 2018/19 год.

## История
Клубът е основан през 1974 год. и е тясно свързан с NewCo Ferronikeli, близкия планински металургически комплекс, чийто комбинат е открит през 1984 година. Играе домакинските си срещи на „Реджеп Реджепи“, с капацитет 6000 зрители.

## Успехи
Косово:
- Супер лига
  -  Шампион (3):

2014/15, 2015/16, 2018/19
- Купа на Косово
  -  Носител (3):

2013/14, 2014/15, 2018/19
- Суперкупа на Косово
  -  Носител (2): 2015, 2019
- Първа лига (2 дивизия)
  -  Шампион (1):

2011/12
- Купа на независимостта
  -  Носител (1): 2014